# 25642 Adiseshan
25642 Adiseshan este un asteroid din centura principală de asteroizi.

## Descriere
25642 Adiseshan este un asteroid din centura principală de asteroizi. A fost descoperit pe 4 ianuarie 2000 la Socorro, New Mexico, în cadrul proiectului LINEAR. Asteroidul prezintă o orbită caracterizată de o semiaxă mare de 2,85 ua, o excentricitate de 0,00 și o înclinație de 7,1° în raport cu ecliptica.